# 和歌山市立紀伊小学校
和歌山市立紀伊小学校（わかやましりつ きいしょうがっこう）は、和歌山県和歌山市にある公立小学校。

## 所在地
- 〒649-6339　和歌山県和歌山市弘西321
  - 北緯34度16分00秒 東経135度14分17秒 / 北緯34.26667度 東経135.23806度

### 分校
- 小豆島分校 - 〒649-6336　和歌山県和歌山市小豆島277
  - 北緯34度15分12秒 東経135度13分54秒 / 北緯34.25333度 東経135.23167度

## 沿革
- 1893年（明治26年）6月4日 - 紀伊尋常小学校として開校。
- 1898年（明治31年） - 高等科を併設、紀伊尋常高等小学校と改称。
- 1904年（明治37年） - 旧・南紀小学校を小豆島分校として編入。
- 1909年（明治42年）4月 - 本校の校舎新築。
- 1930年（昭和5年）9月4日 - 小豆島分校を建て直す。
- 1934年（昭和9年）9月21日 - 室戸台風で被害を受ける。
- 1941年（昭和16年）4月1日 - 国民学校令により、紀伊国民学校と改称。
- 1944年（昭和19年）9月8日 - 大阪市からの集団疎開児童約180名を受け入れる。
- 1947年（昭和22年）4月1日 - 学制改革により、紀伊村立紀伊小学校と改称。
- 1948年（昭和23年）10月1日 - 学校給食開始。
- 1950年（昭和25年）9月3日 - ジェーン台風で被害を受ける。
- 1959年（昭和34年）4月1日 - 紀伊村が和歌山市へ編入されたことに伴い、和歌山市立紀伊小学校と改称。
- 1971年（昭和46年）2月28日 - 本校の鉄筋校舎（南校舎）が落成。
- 1971年（昭和46年）10月24日 - 黒潮国体（和歌山国体）に6年生児童が参加。
- 1977年（昭和52年）3月30日 - 本校の鉄筋校舎（西校舎）が落成。
- 1982年（昭和57年）5月15日 - 本校の鉄筋校舎（北校舎）が落成。

## 通学区域
- 和歌山市
  - 小豆島、上野、北野、北、田屋、西田井、弘西、府中（1～87、90、93～97の1、97の3～165の1、165の3～179の1、179の3～184 の999、188、190～194、196～200、202、203、205～）、宇田森（149の3～149の150、169の2～169の9番地）

### 直川小学校との複合学区
- 和歌山市
  - 府中（88、89、91、92、97の2番地）

卒業生は基本的に和歌山市立紀伊中学校に進学する。

## 周辺
- 和歌山県立和歌山盲学校
- 和歌山県立紀伊コスモス支援学校
- 和歌山市紀伊支所

## 著名な出身者
- 田中和仁 - 体操選手
- 田中理恵 - 体操選手
- 田中佑典 - 体操選手
- 東妻勇輔 - プロ野球選手
- 東妻純平 - プロ野球選手

## 交通
- JR西日本阪和線紀伊駅から西へ900m
- 和歌山バス那賀、和歌山バス「紀伊小学校前」にて下車すぐ
- 和歌山県道7号粉河加太線沿い

## 通学区域が隣接している学校
- 和歌山市立川永小学校
- 和歌山市立山口小学校
- 和歌山市立直川小学校
- 和歌山市立西和佐小学校